# 陳夢庚
陳夢庚（1540年—1609年），字台錫，號後梅，南直隶松江府華亭縣（今上海市松江區）人，民籍，明朝官员。

## 生平
二十二岁中嘉靖四十年（1561年）應天府鄉試第十九名舉人。萬曆二年（1574年）甲戌科會試第一百三十六名，二甲二十一名進士。授刑部主事，三年後以父亲去世丁憂。起补原职，歷升郎中，萬曆十一年（1583年）任浙江湖州府知府。遷福建副使。未三月，以考察降調廣西象郡，城懷远，擒巨寇，六年升四川副使，備兵松潘，以考察降一级，補陕西关南道参议。履任不久，中计典而归。

## 家族
曾祖父陳凝；祖父陳天俸；父陳珍（1501年-1579年），字伯徵，號所恒，恩例訓導。前母唐氏；母孫氏；繼母沈氏。具庆下。弟陳嗣甲、陈嗣元（萬曆戊戌进士）。